# Oncotophasma martini
Oncotophasma martini är en insektsart som först beskrevs av Luigi Griffini 1896.  Oncotophasma martini ingår i släktet Oncotophasma och familjen Diapheromeridae. Inga underarter finns listade i Catalogue of Life.